# Den sidste mohikaner (film fra 1920)
Den sidste Mohikaner (originaltitel The Last of the Mohicans) er en amerikansk stumfilm fra 1920 af Clarence Brown og Maurice Tourneur.
Filmen er en filmatisering af James Fenimore Coopers roman af samme navn.

## Medvirkende
- Wallace Beery som Magua
- Barbara Bedford som Cora Munro
- Lillian Hall som Alice Munro
- Alan Roscoe som Uncas
- Theodore Lorch som Chingachgook
- Harry Lorraine som Hawkeye
- Henry Woodward som Major Heyward
- James Gordon som Munro
- George Hackathorne som Randolph
- Nelson McDowell som David Gamut
- Jack McDonald som Tamenund
- Sydney Deane som Webb
- Boris Karloff
- Joseph Singleton